# Kristine Lunde-Borgersen
Kristine Lunde-Borgersen (Kristiansand, 30 de março de 1970) é uma ex-handebolista profissional norueguesa, 
bicampeã olímpica.
Kristine Lunde-Borgersen é bicampeã olímpica, campeã mundial e tri europeia, é irmã gémea da handebolista Katrine Lunde.